# Rouffignac-de-Sigoulès
Rouffignac-de-Sigoulès är en kommun i departementet Dordogne i regionen Nouvelle-Aquitaine i sydvästra Frankrike. Kommunen ligger i kantonen Sigoulès som tillhör arrondissementet Bergerac. År 2022 hade Rouffignac-de-Sigoulès 321 invånare.

## Befolkningsutveckling
Antalet invånare i kommunen Rouffignac-de-Sigoulès
Referens:INSEE